# Provinz Posen
Provinz Posen – polska supergrupa folktronikowa powstała w 2019 roku w Poznaniu. W jej skład weszli muzycy takich zespołów, jak Muchy, Afro Kolektyw, Dagadana, czy Arhythmic Perfection. W roku założenia wydała swój jedyny, eponimiczny album, za który została nominowana do Fryderyka w 2020 roku.

## Skład
- Michał Szturomski (Afro Kolektyw)
- Michał Wiraszko (Muchy)
- Szymon Waliszewski (Muchy)
- Daga Gregorowicz (Dagadana)
- Malwina Paszek
- Jerzy Mazzoll (Arhythmic Perfection)

## Dyskografia
Albumy
| Tytuł         | Dane dot. albumu                                                                |
| ------------- | ------------------------------------------------------------------------------- |
| Provinz Posen | - Data: 25 października 2019 - Wydawca: Wytwórnia Krajowa, dystr. Asfalt Distro |

Single
| Tytuł      | Dane dot. singla                                         |
| ---------- | -------------------------------------------------------- |
| Moje życie | - Data: 28 czerwca 2019 - Wydawca: Wytwórnia Krajowa     |
| Tu         | - Data: 4 października 2019 - Wydawca: Wytwórnia Krajowa |

## Nagrody i wyróżnienia
| Rok  | Tytułem                    | Nagroda        | Nota      | Źródło |
| ---- | -------------------------- | -------------- | --------- | ------ |
| 2020 | Album Roku – Muzyka Świata | Fryderyki 2020 | Nominacja | [ 7 ]  |